# Epitobrilus allophysis
Epitobrilus allophysis (syn. Trilobus allophysis) is een rondwormensoort.